# Óxido de dibutilestaño
El óxido de dibutilestaño, o dibutiloxoestaño (DBTO), es un compuesto organoestánnico con la fórmula química (C4H9)2SnO. Es un sólido incoloro que en estado puro es insoluble en disolventes orgánicos. Se utiliza como reactivo y catalizador.

## Estructura
La estructura de los óxidos de diorganoestaño depende del tamaño de los grupos orgánicos. Para sustituyentes más pequeños, se supone que los materiales son poliméricos con centros de Sn de pentacoordinados y centros de óxido tricoordinados. El resultado es una red de anillos Sn2O2 de cuatro miembros y Sn4O4 de ocho miembros interconectados. La presencia de centros Sn pentacoordinados se deduce de la espectroscopia RMN de 119Sn y la espectroscopia Mössbauer de 119Sn.

## Usos
En síntesis orgánica, entre sus muchas aplicaciones, es particularmente útil para dirigir reacciones regioselectivas de O-alquilación, acilación y sulfonación de dioles y polioles. También se utiliza como catalizador de la reacción de transesterificación.
El óxido de dibutilestaño se puede utilizar en la tosilación (un tipo específico de sulfonación) quimioselectiva de ciertos dioles con cloruro de tosilo para tosilar selectivamente alcoholes primarios en presencia de alcoholes secundarios y alcoholes exocíclicos sobre alcoholes estéricamente más impedidos:
Los compuestos de dibutilestaño, como el dilaurato de dibutilestaño, son catalizadores de curado ampliamente utilizados para la producción de siliconas y poliuretanos.